# Dino Merlin
Edin Dervišhalidović, connu sous le nom de scène de Dino Merlin (né le 12 septembre 1962 à Sarajevo en Bosnie-Herzégovine, Yougoslavie à l'époque), artiste bosnien originaire de Sarajevo en Bosnie-Herzégovine, est un des chanteurs, musiciens et paroliers les plus célèbres de Bosnie-Herzégovine et de l'ex-Yougoslavie. Il est resté très populaire, ainsi que ses chansons, dans l'ensemble des États issus de la désagrégation de la Yougoslavie.

## Carrière musicale
Ses parents sont nés et ont habité pendant de longues années à Novi Pazar dans le sandzak serbe. des études de théologie, Edin Dervišhalidović a fondé le groupe Merlin, en 1983, à Sarajevo (Yougoslavie). Il était le compositeur, le parolier et le chanteur du groupe avec lequel il a enregistré cinq albums.
Edin Dervišhalidović a commencé sa carrière en solo, en 1991, sous le nom de scène de Dino Merlin, à la suite de la dislocation de la Yougoslavie. Il a écrit le premier hymne de la Bosnie-Herzégovine : Jedna si, jedina. Il a représenté la Bosnie-Herzégovine au concours de l'Eurovision en rédigeant les paroles de la chanson Sva Bol Svijeta (La douleur du monde entier), en 1993, et en rédigeant et chantant (avec la chanteuse française Béatrice) les paroles de la chanson Putnici (Les voyageurs) en 1999.
La musique de Dino Merlin a beaucoup évolué au fil des ans : il utilise de plus en plus des sons et des instruments de la musique orientale, mélangés à de nouveaux sons venant de la musique électronique.
Dino Merlin effectue régulièrement des tournées et participe à des festivals dans les pays issus de l'ex-Yougoslavie, dans le reste de l'Europe et parfois en Amérique du Nord et en Australie. En 2006-2007, il a notamment, donné des concerts en Croatie, Serbie, République de Macédoine, Slovénie, Autriche, Suisse, Allemagne, Luxembourg, Turquie, États-Unis.
Représentant la Bosnie-Herzégovine au Concours Eurovision de la chanson 2011 à Düsseldorf, Dino Merlin se classe 6e avec la chanson Love in Rewind.

## Discographie

### Avec le groupeMerlin
- Kokuzna vremena (1985)
- Teško meni sa tobom (a još teže bez tebe) (1986)
- Merlin (1987)
- Nešto lijepo treba da se desi (1989)
- Peta strana svijeta (1990)

### Carrière solo

#### Singles & EP's
- Jednom, Kad Sve Ovo Bude Jučer
- Les Voyagers (feat. Béatrice)
- Otkrit Ću Ti Tajnu
- Love In Rewind

### Compilations
- Balade (1995) - avec le groupe Merlin
- Najljepše pjesme (1995) - avec le groupe Merlin
- Rest of the Best (1996) - avec le groupe Merlin
- The Best of Dino Merlin (2001)